# Kojetice (Mělníki járás)
Kojetice település Csehországban, a Mělníki járásban. Kojetice Čakovičky, Neratovice, Zlonín és Předboj településekkel határos. Lakosainak száma 964 fő (2024. január 1.).

## Népesség
A település lakosságának változását az alábbi diagram mutatja:
| Lakosok száma | 370  | 393  | 493  | 622  | 724  | 627  | 787  | 796  | 826  | 964  |
|               | 1869 | 1890 | 1921 | 1950 | 1980 | 2001 | 2017 | 2019 | 2022 | 2024 |